# Mikel Buil García
Mikel Buil García (nacido en Pamplona, el 5 de noviembre de 1979) es trabajador social, sociólogo y político de izquierdas en Navarra. En el año 2015 comienza su andadura política siendo miembro fundador del primer Consejo Ciudadano de Podemos en Navarra. Ha sido parlamentario durante la IX legislatura (2015-2019) y portavoz del grupo y parlamentario durante la X legislatura (2019-2023). 

## Biografía

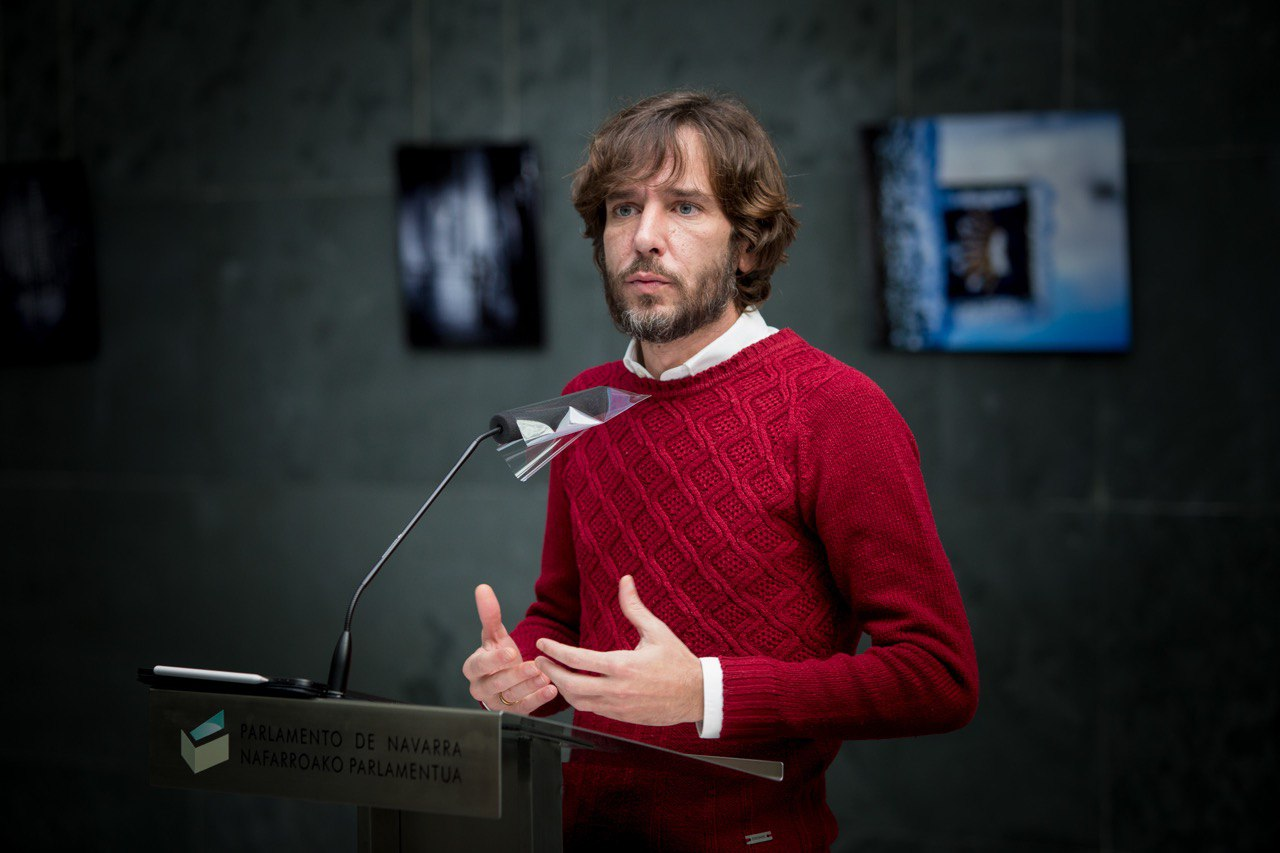
Declaraciones ante medios de comunicación en el Parlamento de Navarra

Es técnico superior en Integración Social, diplomado en Trabajo Social por la Universidad Pública de Navarra (UPNA) y licenciado en Sociología por la Universidad Autónoma de Barcelona (UAB). Perfil formativo mixto donde destacan las ciencias naturales, siendo también técnico superior en Gestión Forestal y del Medio Natural.
Inicio su carrera profesional en el ámbito de la lucha contra la exclusión social coordinando el centro de día de protección al menor de Navarra. En su trayectoria destaca la elaboración y pilotaje de programas de educación de calle para la prevención de drogodependencias en personas adolescentes o la gestión del programa de Vivienda de Alquiler Social para minorías étnicas.
Ha participado en diferentes investigaciones sociales promovidas por la UPNA y la UAB en colaboración con referentes del ámbito donde destacan Mario Gaviria, Miguel Laparra o Pilar Ferrero y también en Cataluña donde se incorporó al Grupo de Estudios de Inmigración y Minorías Étnicas realizando diversos trabajos de investigación en colaboración con Carlota Solé, Sónia Parella o Leonardo Cavalcanti.
Miembro investigador para la elaboración del Plan Nacional de Lucha contra la Discriminación a cargo del Ministerio de Sanidad y la Secretaría de Igualdad durante el año 2011 y coordinador de diversos cursos y proyectos a nivel nacional y europeo promovidos por el Ministerio en colaboración con EAPN, la fundación Luis Vives o la Red Navarra de Lucha Contra la Pobreza.
En el año 2015 comienza su andadura política siendo miembro fundador del primer Consejo Ciudadano de Podemos en Navarra, a cargo de la Secretaría de Rescate Ciudadano. 
Número dos de la formación en las elecciones del año 2015, es desde entonces parlamentario foral, donde ha sido miembro del Consejo Navarro de Cooperación al Desarrollo, representante del Parlamento Foral en el comité de Seguimiento de la Alianza por la Infancia y portavoz de la formación morada en la Cámara. 
Candidato a Presidente de Navarra en las elecciones del año 2019,fue portavoz parlamentario de Podemos en Navarra hasta 2023.

## Referencias

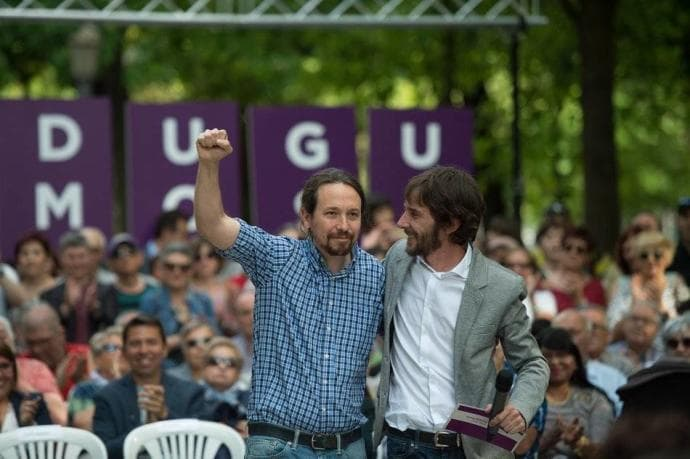
Pablo Iglesias y Mikel Buil en la Taconera de Pamplona durante la campaña de 2020